# Gran Premio Sportivi Poggio alla Cavalla
Le Gran Premio Sportivi Poggio alla Cavalla est une course cycliste italienne disputée à Poggio alla Cavalla, frazione de la commune de Vinci en Toscane. Créée en 1963, il s'agit de l'une des compétitions cyclistes les plus prestigieuses de la région pour les amateurs italiens. Elle est habituellement organisée le lundi de Pâques.
Cette épreuve fait partie du calendrier régional de la Fédération cycliste italienne, en catégorie 1.20. Elle est par conséquent réservée aux coureurs espoirs (moins de 23 ans). 

## Présentation
Des cyclistes italiens réputés Francesco Moser ou Franco Ballerini s'y sont imposés avant de briller dans les rangs professionnels.

## Palmarès
| Année     | Vainqueur               | Deuxième             | Troisième        |
| --------- | ----------------------- | -------------------- | ---------------- |
| 1963      | Alberto Capecchi        |                      |                  |
| 1964      | G. Gori                 |                      |                  |
| 1965      | Carlo Viviani           |                      |                  |
| 1966      | Mario Beretta           |                      |                  |
| 1967      | Carlo Viviani           |                      |                  |
| 1968      | Libertario Innocanti    |                      |                  |
| 1969      | Alberto Tazzi           |                      |                  |
| 1970      | Ermanno Damiani         |                      |                  |
| 1971      | Francesco Moser         |                      |                  |
| 1972      | Francesco Moser         |                      |                  |
| 1973      | Uriano Goffetti         |                      |                  |
| 1974      | E. Garbi                |                      |                  |
| 1975      | Giuseppe Mori           |                      |                  |
| 1976      | Alberto Bogo            |                      |                  |
| 1977      | Walter Pucciarelli      |                      |                  |
| 1978      | Ivano Maffei            |                      |                  |
| 1979      | Moreno Mandriani        |                      |                  |
| 1980      | Sergio Ferri            |                      |                  |
| 1981      | Roberto Ciampi          |                      |                  |
| 1982      | Massimo Casalini        |                      |                  |
| 1983      | Sandro Lerici           |                      |                  |
| 1984      | Franco Ballerini        |                      |                  |
| 1985      | Andrea Michelucci       |                      |                  |
| 1986      | Stefano Casagrande (it) |                      |                  |
| 1987      | Antonio Mazzon          |                      |                  |
| 1988      | Luigi Lo Campo          |                      |                  |
| 1989      | Luigi Lo Campo          |                      |                  |
| 1990      | Marino Beggi            |                      |                  |
| 1991      | Elio Aggiano            |                      |                  |
| 1992      | Marino Beggi            |                      |                  |
| 1993      | Elio Aggiano            |                      |                  |
| 1994      | Alessandro Varocchi     |                      |                  |
| 1995      | Fabio Falcione          |                      |                  |
| 1996      | Marco Madrucci          |                      |                  |
| 1997      | Luca Cei                |                      |                  |
| 1998      | Massimo Sorice          | Mirko Lauria         | Niclas Ekström   |
| 1999      | Lorenzo Bernucci        |                      |                  |
| 2000      | Samuele Piras           |                      |                  |
| 2001      | Marco Tronci            |                      |                  |
| 2002      | Leonardo Branchi        | Emanuele Marianeschi | Mario Russo      |
| 2003      | ?                       | ?                    | ?                |
| 2004      | Daniele Di Nucci        | Tommaso Caneschi     | Bernardo Riccio  |
| 2005      | Emanuele Rizza          | Bernardo Riccio      | Francesco Ghiarè |
| 2006      | Davide Bonuccelli       | Bernardo Riccio      | Francesco Rivera |
| 2007      | Enrico Montanari        | Pierpaolo Tondo      | Filippo Partini  |
| 2008      | Enrico Montanari        | Andrea Guardini      | Matteo Scaroni   |
| 2009      | Roberto Cesaro (de)     | Antonio Parrinello   | Andrea Guardini  |
| 2010      | Giuseppe Di Salvo       | Alexander Zhdanov    | Francesco Lasca  |
| 2011      | Alexander Serebryakov   | Eugenio Bani         | Francesco Lasca  |
| 2012      | Luigi Miletta           | Simone Camilli       | Angelo Raffaele  |
| 2013      | Michele Scartezzini     | Gianni Bellini       | Rino Gasparrini  |
| 2014      | Paolo Simion            | Eugenio Bani         | Angelo Raffaele  |
| 2015      | Michele Viola           | Marco Corrà          | Niko Colonna     |
| 2016      | Francesco Chesi         | Marco Lenzi          | Lorenzo Friscia  |
| 2017      | Emanuele Onesti         | Iltjan Nika          | Linas Rumšas     |
| 2018      | Tommaso Fiaschi         | Alexander Konyshev   | Luca Limone      |
| 2019      | Tommaso Fiaschi         | Davide Masi          | Tommaso Rosa     |
| 2020-2022 | non-organisé            | non-organisé         | non-organisé     |
| 2023      | Lorenzo Cataldo         | Lorenzo Magli        | Nicolás Gómez    |
| 2024      | Matteo Pongiluppi       | Lorenzo Magli        | Daan Hoeks       |